# نائب رئيس بنين
نائب رئيس بنين هو ثاني أعلى منصب سياسي في بنين. تم إنشاء منصب نائب الرئيس بموجب تعديلات عام 2019 التي أُدخلت على دستور بنين. يتم انتخاب نائب الرئيس بالتزامن مع الرئيس في انتخابات شعبية مباشرة.
تم استحداث منصب نائب الرئيس لضمان الخلافة في حال شغور منصب رئاسة الجمهورية. يمكن أن يكون لنائب الرئيس مهام أخرى يكلف بها من قبل الرئيس.

## نواب رئيس داهومي
| النائب           | تولى منصبه   | ترك المنصب  | ملاحظة |
| ---------------- | ------------ | ----------- | ------ |
| سورو ميغان أبيثي | 1 أغسطس 1960 | 1963        | [ 3 ]  |
| جوستين توميتين   | يناير 1964   | نوفمبر 1965 | [ 4 ]  |

## نواب رئيس بنين
| النائب          | تولى منصبه   | ترك المنصب | ملاحظة |
| --------------- | ------------ | ---------- | ------ |
| مريم شابي طلعتة | 24 مايو 2021 |            | [ 5 ]  |